# 태국 법무부
법무부(태국어: กระทรวงยุติธรรม, 영어: Ministry of Justice : MOJ)는 태국 정부의 내각 부처이다. 법무부는 태국의 형사 사법 제도를 담당하고 있으며 교도소를 운영하고 태국 왕립 경찰을 도울 뿐만 아니라 정부의 약물 및 마약 단속 정책도 운영하고 있다. 법무부 장관은 솜삭 테푸신이 맡고 있으며 2020 회계 연도 예산은 2675만 7000바트이다.

## 역사
법무부는 1891년 쭐랄롱꼰 국왕(라마 5세)에 의해 설립되었다. 쭐랄롱꼰 국왕은 국가의 법제와 사법 제도를 중앙집권화해 16개였던 법정은 7개로 합쳐졌다. 1912년 와치라웃 국왕(라마 6세) 아래에서 사법부에 대한 책임이 부여되고 법무부에 법적, 행정적 영역에 대한 책임이 유지되면서 부처가 분열되었다.
1991년, 태국 국회는 정부 조직 개선법을 통과시켰다. 정부 조직 개선법 제21조는 법무부가 (재판부와 형사사법제도를 제외한) 행정의 책임을 져야 한다고 명시했다.

## 부서

### 관리
- 장관 비서실
- 감찰실
- 감사실
- 상임이사실
- 법무실

### 종속 부서
- 특수수사부
- 중앙법과학연구소
- 권리 및 자유 보호부[3]
- 법무 집행 부서[4]
- 청소년 관찰 보호부
- 교정부
- 보호 관찰부

### 공공 기관
- 태국 사법 연구소
- 태국 중재 센터

## 법무부 장관 직속 부서
- 마약 단속 위원회실
- 사법 재판소
- 헌법 재판소
- 사무 행정 법원
- 공공부문 부패방지위원회 사무소 (PACC)

## 같이 보기
- 태국 내각
- 태국 정부
- 태국 정부부처
- 태국의 정치